# Gronik (Zabrzeż)
Gronik – część wsi Zabrzeż w Polsce położona w województwie małopolskim, w powiecie nowosądeckim, w gminie Łącko.
W latach 1975–1998 Gronik administracyjnie należał do województwa nowosądeckiego.